# Jon Jönsson
Jon Jönsson (ur. 8 lipca 1983 w Hässleholm) – szwedzki piłkarz występujący na pozycji obrońcy.

## Kariera klubowa
Jönsson karierę rozpoczynał w klubie IFK Hässleholm. W 1999 roku trafił do juniorskiej drużyny angielskiego Tottenham Hotspur. Tam spędził dwa sezony. W 2001 roku powrócił do Szwecji, gdzie podpisał kontrakt z występującym w ekstraklasie Malmö FF. W Allsvenskan zadebiutował 26 czerwca 2001 w przegranym 2:4 meczu z Halmstads BK. W debiutanckim sezonie w lidze zagrał cztery razy, a jego klub zajął w niej dziewiąte miejsce. W 2002 roku wywalczył z klubem wicemistrzostwo Szwecji. 3 maja 2004 w zremisowanym 1:1 spotkaniu z Trelleborgs FF strzelił pierwszego gola w trakcie gry w lidze szwedzkiej. W 2004 roku zdobył z Malmö mistrzostwo Szwecji. Na cały sezon 2005 został wypożyczony do Landskrona BoIS. Po jego zakończeniu powrócił do Malmö. Grał tam do lipca 2006. W barwach Malmö rozegrał w sumie 59 spotkań i zdobył 3 bramki.
W lipcu 2006 został zawodnikiem innego pierwszoligowca - IF Elfsborg. W nowym klubie pierwszy ligowy występ zanotował 25 lipca 2006 w wygranym 3:0 spotkaniu z Hammarby IF. Od czasu debiutu w Elfsborgu, Jönsson był tam podstawowym graczem. W pierwszym sezonie wywalczył z klubem mistrzostwo Szwecji. W Elfsborgu spędził rok. W tym czasie wystąpił tam w 26 meczach i strzelił w nich 5 goli.
W lipcu 2007 za kwotę 1,6 miliona euro trafił do francuskiego Toulouse FC. W Ligue 1 zadebiutował 4 sierpnia 2007 w przegranym 1:3 pojedynku z Valenciennes FC. Było to jednak jedyne ligowe spotkanie rozegrane przez niego w sezonie 2007/2008 francuskiej ekstraklasy. Po zakończeniu rozgrywek ligowych Jönsson za 500 tysięcy euro odszedł do duńskiego Brøndby IF.
W barwach Brøndby pierwszy ligowy występ zanotował 20 lipca 2008 w wygranym 2:0 meczu z FC Nordsjaelland. W sezonie 2008/2009 Jönsson występował z klubem w rozgrywkach ekstraklasy, a w składzie Brøndby pełnił rolę rezerwowego.
W 2010 roku został zawodnikiem szwedzkiej drużyny IF Elfsborg.

## Kariera reprezentacyjna
Jönsson był reprezentantem Szwecji U-21. W kadrze młodzieżowej w latach 2002–2005 rozegrał 27 spotkań i zdobył 5 bramek.